# Dirottamento dell'Achille Lauro
Il dirottamento dell'Achille Lauro fu un atto terroristico avvenuto nell'ottobre del 1985, con il sequestro, da parte di un gruppo di terroristi palestinesi del Fronte per la Liberazione della Palestina, dei passeggeri della nave da crociera battente bandiera italiana e l'uccisione di Leon Klinghoffer, cittadino statunitense paralitico e di fede ebraica.
Il dirottamento sfociò nella crisi di Sigonella, la più grave crisi diplomatica del secondo dopoguerra tra l'Italia e gli Stati Uniti.

## Storia

### Il dirottamento
Il 7 ottobre 1985, mentre compiva una crociera nel Mediterraneo, al largo delle coste egiziane, la nave venne dirottata da un commando di quattro uomini aderenti al Fronte per la Liberazione della Palestina (FLP): Bassām al-ʿAskar, Aḥmad Maʿrūf al-Asadī, Yūsuf Mājid al-Mulqī e ʿAbd al-Laṭīf Ibrāhīm Faṭāʾir. A bordo erano presenti 201 passeggeri e 344 uomini di equipaggio (78 portoghesi, tutti gli altri italiani). I quattro terroristi erano partiti da Genova mentre la nave stava per salpare le ancore, ed erano muniti di passaporti ungheresi e greci. All'ora di pranzo i quattro sbucarono sul ponte di comando armati di mitra Kalašnikov sovietici, e intimarono al comandante Gerardo De Rosa di far rotta verso il porto di Tartus, in Siria. Giulio Andreotti, ministro degli esteri, mobilitò l'egiziano Boutros Boutros-Ghali (che assicurò piena collaborazione) e il siriano Hafiz al-Asad, che inizialmente era disposto a consentire l'attracco della nave nel porto di Tartus, ma poi rifiutò a causa delle pressioni degli Stati Uniti.

### L'intervento italiano e le trattative
La sera stessa 60 incursori italiani del Col Moschin arrivarono alla base militare di Akrotiri, a Cipro, pronti a intervenire, seguendo un piano sviluppato insieme all'UNIS del COMSUBIN, presenti in fase di pianificazione. Si decise però alla fine la via diplomatica.
Dopo frenetiche trattative diplomatiche si giunse, in un primo momento, ad una felice conclusione della vicenda, grazie all'intercessione dell'Egitto, dell'OLP di Arafat (che in quel periodo aveva trasferito il quartier generale dal Libano a Tunisi a causa della guerra del Libano) e dello stesso Abu Abbas (uno dei due negoziatori, proposti da Arafat, insieme a Hani al-Hassan, un consigliere dello stesso Arafat), che convinse i terroristi alla resa in cambio della promessa dell'immunità. Dopo il divieto di sbarcare in Siria, l'Achille Lauro approdò nelle acque egiziane.

### L'omicidio di Leon Klinghoffer
Due giorni dopo si scoprì tuttavia che a bordo era stato ucciso un cittadino statunitense, Leon Klinghoffer, ebreo e disabile in sedia a rotelle a causa di un ictus: l'episodio provocò la reazione degli Stati Uniti che volevano l'estradizione dei dirottatori per processarli nel loro Paese. Ad uccidere il passeggero fu il terrorista Yūsuf Mājid al-Mulqī.
L'11 ottobre un Boeing 737 egiziano si alzò in volo per portare a Tunisi i membri del commando di dirottatori, assieme allo stesso Abu Abbas, Hani al-Hassan (l'altro mediatore dell'OLP) e ad agenti dei servizi e diplomatici egiziani, secondo gli accordi raggiunti (salvacondotto per i dirottatori e la possibilità di essere trasportati in un altro Stato arabo): mentre era in volo, alcuni caccia statunitensi lo intercettarono costringendolo a dirigersi verso la base aerea di Sigonella, in Italia, dove fu autorizzato ad atterrare poco dopo la mezzanotte.

### La crisi diplomatica tra Italia e USA
L'allora presidente del Consiglio Bettino Craxi si oppose tuttavia all'intervento degli Stati Uniti, chiedendo il rispetto del diritto internazionale e sia i VAM (Vigilanza Aeronautica Militare) che i carabinieri di stanza all'aeroporto si schierarono a difesa dell'aereo contro la Delta Force statunitense che nel frattempo era giunta su due C-141. A questa situazione si aggiunse un altro gruppo di carabinieri, fatti giungere da Catania dal comandante generale dei carabinieri (il generale Riccardo Bisogniero).
A quel punto la questione centrale riguardava Abu Abbas: pur di proteggerlo il governo italiano sembrò disposto a rischiare uno scontro armato con gli Stati Uniti. Craxi disse che la giustizia italiana avrebbe processato i sequestratori e aggiunse che non era possibile indagare su persone ospiti del governo egiziano a bordo di quel Boeing, dal momento che era protetto con l'extraterritorialità.
I quattro membri del commando terrorista furono presi in consegna dalla polizia e rinchiusi nel carcere di Siracusa e furono in seguito condannati, scontando la pena in Italia. Per il resto della giornata vi furono numerose trattative diplomatiche tra i rappresentanti del governo italiano, di quello egiziano e dell'OLP.
Il governo italiano chiese all'ambasciatore egiziano lo spostamento del Boeing 737 dalla base di Sigonella all'aeroporto di Ciampino per «poter esplorare la possibilità di compiere ulteriori accertamenti». Craxi spiegò che il Boeing era trasferito a Roma per rispondere all'impegno preso con Reagan di «concedere il tempo necessario» affinché il governo italiano potesse disporre «di elementi o evidenze che dimostrassero [...] il coinvolgimento dei due dirigenti palestinesi nella vicenda». Alla ripartenza dell'aereo con destinazione Ciampino si unirono al velivolo egiziano un velivolo del SISMI che era nel frattempo giunto con l'ammiraglio Fulvio Martini (che nelle prime ore della crisi era stato costretto a seguire le trattative solo per via telefonica) e a una piccola scorta di due F-104S decollati dalla base di Gioia del Colle e altri due decollati da Grazzanise, voluta dallo stesso Martini. Nel frattempo un F-14 statunitense decollò dalla base di Sigonella senza chiedere l'autorizzazione e senza comunicare il piano di volo, e cercò di rompere la formazione del Boeing e dei velivoli italiani, sostenendo di voler prendere in consegna il velivolo con Abbas a bordo, venendo però respinto dagli F-104 di scorta.
Una volta giunti a Ciampino, intorno alle 23:00, un secondo aereo statunitense, fingendo un guasto, ottenne l'autorizzazione per un atterraggio di emergenza e si posizionò sulla pista davanti al velivolo egiziano, impedendone un'eventuale ripartenza. Su ordine di Martini al caccia venne allora dato un ultimatum di cinque minuti per liberare la pista, in caso contrario sarebbe stato spinto fuori pista da un Bulldozer: dopo tre minuti il caccia statunitense ridecollò, liberando la pista. Per questo episodio il governo italiano protestò con l'ambasciatore Maxwell M. Rabb.
Gli Stati Uniti richiesero nuovamente la consegna di Abu Abbas, in base agli accordi di estradizione esistenti con l'Italia, senza tuttavia portare prove del reale coinvolgimento del negoziatore nel dirottamento. I legali del Ministero di Grazia e Giustizia e gli esperti in diritto internazionale consultati dal governo ritennero comunque non valide le richieste statunitensi.
Il Boeing egiziano venne quindi trasferito a Fiumicino, dove Abu Abbas e l'altro mediatore dell'OLP furono fatti salire su un diverso velivolo, un volo di linea di nazionalità jugoslava la cui partenza era stata appositamente ritardata. Solo il giorno successivo, grazie alle informazioni raccolte dai servizi segreti israeliani (che tuttavia non erano state consegnate al SISMI durante la crisi, pur essendo già disponibili), si ottennero alcuni stralci di intercettazioni che potevano legare Abu Abbas al dirottamento. La CIA consegnò solo alcuni giorni dopo (16 ottobre) i testi completi delle intercettazioni, effettuate da mezzi statunitensi, che provavano con certezza le responsabilità di Abu Abbas, il quale venne processato e condannato all'ergastolo in contumacia.
Secondo le dichiarazioni rese da Omar Ahmad, uno dei membri del commando terroristico, il piano originario dei dirottatori era quello di condurre la nave in un porto militare israeliano, di sparare ai soldati presenti, uccidendone il più possibile, e quindi di fuggire in Libia. La vicenda si svolse invece diversamente, secondo Omar Ahmad, per colpa di Abu Abbas. Il ministro della difesa Giovanni Spadolini e altri due ministri repubblicani (Oscar Mammì e Bruno Visentini) presentarono le dimissioni in segno di protesta contro Craxi, provocando una crisi di governo successivamente rientrata.

### Il ritorno in Italia
Dopo aver lasciato Alessandria e aver effettuato uno scalo in Grecia, l'Achille Lauro si diresse verso Napoli, quando la CIA passò un'informazione, forse proveniente dai servizi egiziani, relativa alla possibile presenza di esplosivo su alcune casse caricate ad Alessandria. Pur non potendo verificare la veridicità dell'informazione il SISMI, in accordo con il comandante della nave, decise per precauzione di far gettare in mare alcune casse di cui non era stato possibile far controllare il contenuto.

## Le conseguenze
A seguito del dirottamento furono intavolate da parte dei Paesi aderenti all'Organizzazione marittima internazionale (IMO), trattative che portarono l'adozione della cosiddetta «Convenzione di Roma» per prevenire e punire atti di terrorismo in mare, suggellata il 10 marzo 1988 e che estesamente è nota come Convenzione per la repressione degli atti illeciti contro la sicurezza della navigazione marittima, nota anche come SUA Convention ed entrata in vigore il 1º marzo 1992.

## Nella cultura di massa

### Opera
Nel 1991 il fatto ispirò al compositore statunitense John Adams un'opera dal titolo La morte di Klinghoffer.

### Televisione
Nel 1990 il dirottamento venne trasformato in un film per la televisione, L'Achille Lauro - Viaggio nel terrore, con Burt Lancaster e Eva Marie Saint.